# 安丹駅
安丹駅（あんたんえき）は、山形県鶴岡市安丹にあった、庄内交通湯野浜線の駅（廃駅）である。湯野浜線廃止に伴い1975年（昭和50年）4月1日に廃止された。

## 歴史
- 1948年（昭和23年）8月1日：庄内交通の駅として開業。
- 1975年（昭和50年）4月1日：廃止。

## 駅構造
島式ホーム1面2線の地上駅。列車交換をすることができた。晩年は列車交換が無くなり、無人駅となった。一般名称は駅であるが、厳密には停留所である（※京田駅も同様）。

## 駅周辺
- 安丹公民館

## 跡地
廃止後すぐに区画整理が行われたため、現在は跡形もない。

## 隣の駅
庄内交通
湯野浜線
京田駅 - 安丹駅 - 北大山駅